# Johann Reichhart
Johann Reichhart (ur. 29 kwietnia 1893, zm. 26 kwietnia 1972) – niemiecki kat państwowy, aktywny zwłaszcza w okresie dyktatury hitlerowskiej, a także pewien czas po wojnie, do zniesienia w Niemczech Zachodnich kary śmierci. Uznawany jest za kata, który wykonał najwięcej egzekucji w nowożytnych czasach w Europie, a może też i na świecie.

## Życiorys
Urodził się w Wichenbach koło Wörth an der Donau (Bawaria). Był potomkiem katowskiej dynastii, aktywnej od ponad ośmiu pokoleń, czyli od połowy XVIII wieku. Od najmłodszych lat, jak jego brytyjski kolega po fachu Albert Pierrepoint, z którym łączyło go też pochodzenie, przygotowywany był do pełnienia funkcji kata.
Karierę rozpoczął, jako główny wykonawca wyroków w Bawarii, w 1924, jeszcze w okresie Republiki Weimarskiej. Wyroki śmierci w tym okresie były wykonywane niezmiernie rzadko (statystycznie trzy razy na rok w całych Niemczech). Dopiero po dojściu Hitlera i NSDAP do władzy Reichhart mógł pobić wszelkie rekordy. W czasie całej swej kariery zgładził w majestacie prawa 3165 osób. Zdecydowaną większość z użyciem gilotyny. Pracował także w Austrii po jej wcieleniu do Rzeszy, kiedy szubienicę zastąpiła tam gilotyna. Wśród osób, na których wykonał wyroki, byli m.in. Sophie i Hans Scholl, członkowie antynazistowskiego ruchu Biała Róża w 1943 r.
Po zakończeniu wojny nie został pociągnięty do odpowiedzialności, gdyż uznano, że nie ponosi żadnej winy jako wykonawca zasądzonych prawem wyroków (jak napisał Daniel Gerould w swojej książce Historia Gilotyny, kierowano się i w jego przypadku słynnym niepisanym prawem, głoszącym iż „katów należy oszczędzać i korzystać z ich usług”). W okresie powojennym Reichhart pomagał m.in. w zbudowaniu szubienicy dla skazanych w procesie norymberskim i przeszkolił sierżanta US Army Johna C. Woodsa, kata sił alianckich. Kontynuował też pracę jako kat na gilotynie do zniesienia kary śmierci w Niemczech Zachodnich (zawieszono ją w 1949 r., na krótko przed proklamowaniem RFN).
Zmarł 26 kwietnia 1972 roku w Dorfen.

## W kulturze
W 2023 ukazała się powieść Kat Hitlera autorstwa Maxa Czornyja na podstawie życiorysu Reichharta.